# جلال عبدي
جلال عبدي (26 ديسمبر 1993 بساري في إيران - ) هو لاعب كرة قدم إيراني في مركز الدفاع. شارك مع منتخب إيران تحت 23 سنة لكرة القدم. أما مع النوادي، فقد لعب مع نادي استقلال خوزستان ونادي تربيت بدني يزد ونادي نفط مسجد سليمان وFoolad Yazd F.C. ‏.

## وصلات خارجية
- جلال عبدي على موقع قاعدة بيانات كرة القدم.إي يو (الإنجليزية)
- جلال عبدي على موقع Soccerway.com (الإنجليزية)